# Tipasodes
Tipasodes là một chi bướm đêm thuộc họ Erebidae.